# Station Ludwigshafen (Rhein) Mitte
Station Ludwigshafen (Rhein) Mitte is een spoorwegstation in de Duitse plaats Ludwigshafen am Rhein, gelegen aan Berliner Platz. Het station werd in 2003 in gebruik genomen.
Het station ligt ten opzichte van het excentrische gelegen Ludwigshafen Hauptbahnhof veel gunstiger in het centrum en naast de S-Bahn RheinNeckar stoppen er ook andere treinen.